# Тамбуті (аеродром)
Аеродро́м «Тамбуті» (англ. Airport Big Bend Tambuti) — аеродром Свазіленду, розташований поряд з містечком Біг-Бенд.